# Réserve faunique de Port-Daniel
La réserve faunique de Port-Daniel est un territoire situé au Nord-Est de Port-Daniel–Gascons, au Québec.

## Toponymie
Le nom de la réserve reprend le nom de Port-Daniel dont la municipalité a été créé à l'origine en 1845. La municipalité réfère elle même à Charles Daniel (1592-1661), capitaine de vaisseau français, il est célèbre pour sa prise du fort Rosemar sur île du Cap-Breton en 1629 aux Britanniques.

## Histoire
Le territoire de la réserve a été créé sous le nom de parc de Port-Daniel en 1948 dans le but d'offrir une meilleure protection au Saumon atlantique. En 1953, elle change de statut pour prendre celui de réserve faunique. En 1974, son statut est changer pour celui de réserve de chasse et de pêche. Elle reprend son statut de réserve faunique en 1984.